# Lauf an der Pegnitz
Lauf an der Pegnitz è una città tedesca di 26 413 abitanti, situata nel land della Baviera.
È capolinea della linea S1 della S-Bahn di Norimberga.

## Amministrazione

### Gemellaggi
- Nyköping